# Seasons' Dream
Seasons' Dream per voce e pianoforte was het verplicht werk van de componist Philippe Boesmans voor de Koningin Elisabethwedstrijd 1996 (voor zang).

## Geschiedenis
Voor de halve finale van de Koningin Elisabethwedstrijd dient iedere deelnemer een verplicht werk te spelen dat in opdracht van de wedstrijd wordt gecomponeerd. Voor de wedstrijd van 1996 componeerde de Belg Philippe Boesmans dit lied. Het draagt de gedrukte opdracht à la mémoire de Thierry Lassence.

### Uitgave
Seasons' Dream per voce e pianoforte werd in 1996 uitgegeven door de wedstrijd zelf. De partituur kent 6 genummerde pagina's die zijn gevat in een los omslag.